# アブー・アリー・ハイヤート

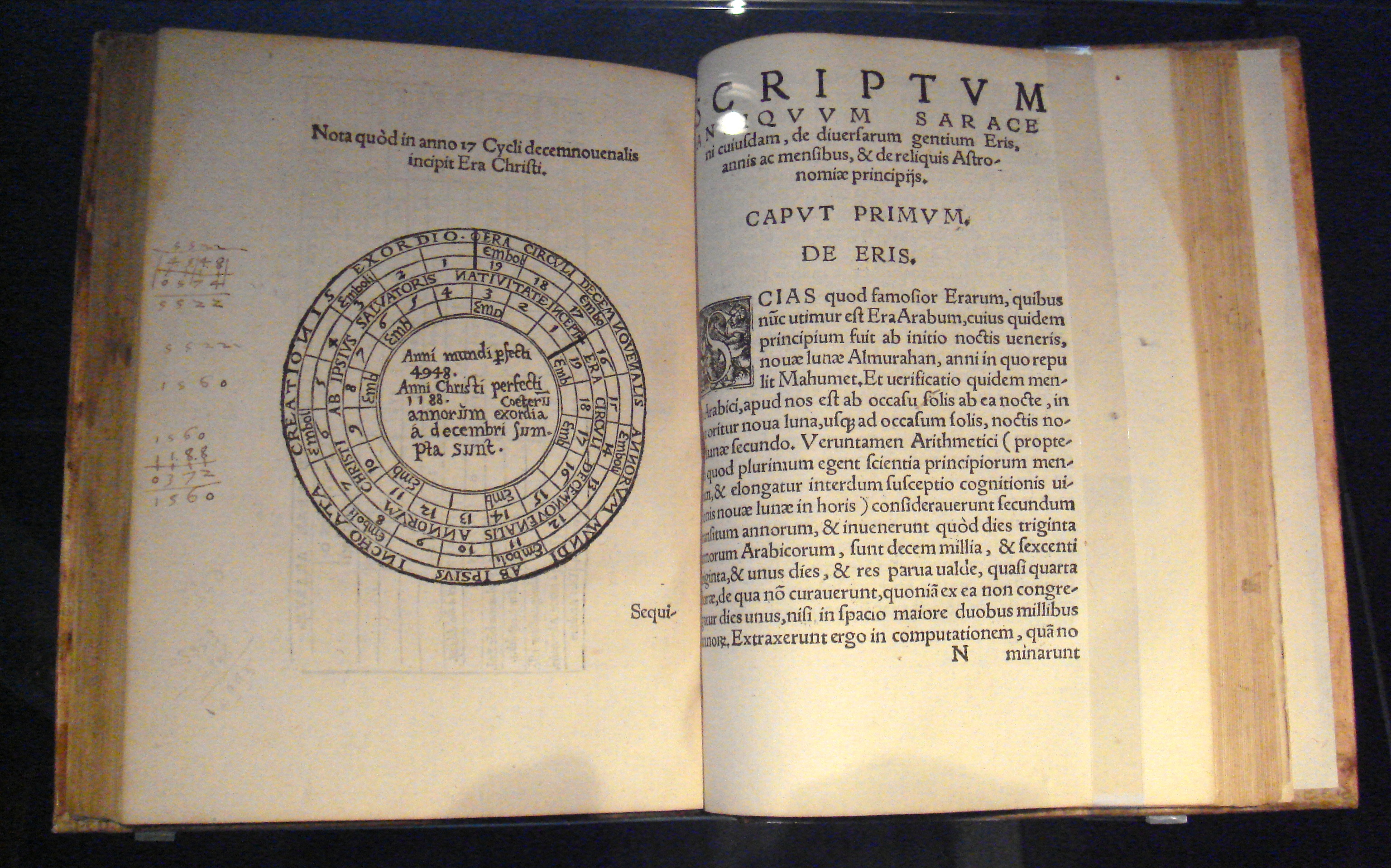
1546年に刊行されたアブー・アリー・ハイヤート『誕生の書』のラテン語翻訳。Albohali, De Iudiciis Natiuitatum, Nürnberg, 1546.

アブー・アリー・ハイヤートは、8-9世紀のムスリムの占星術師。バスラのユダヤ人占星術師マーシャーアッラーの弟子である。生年歿年ともに不詳であるが、歿年はヒジュラ暦210年から230年の間（西暦825年から844年の間）のどこかである。著作の『誕生の書』はアラビア語からラテン語に翻訳され、中世の欧州キリスト教国で参照され続けた。
名前は、詳しくは、Abū ʿAlī Yaḥyā b. Ghālib al-Khayyāṭ（アブー・アリー・ヤヒヤー・ビン・ガーリブ・アルハイヤート）。中世のキリスト教国では、Albohali（アルボハリ）というラテン名で言及される。11世紀アンダルスの天文学者で、アブー・バクル・ヤヒヤー・ビン・アフマド・イブヌル・ハイヤートという名前のよく似た別人がおり、混同に注意する必要がある。
10世紀の『フィフリスト』には、ハイヤートの著作が10点挙げられている。その内の2つ Kitāb al-Masā'il fi akhkām al-nujūm と Kitāb al-Mawālid は内容が現代にまで伝わっているが、残りの8つは失われた。この他に Kitāb Sirr al-ʿamal と Fawā'id falakiyya という2点の著作の内容が現代にまで伝わっている。
Kitāb al-Mawālid（『誕生の書』）が非常に有名である。判断占星術の書であり、人の出生時の天体の位置関係を示すホロスコープを用いてその人がかかりやすい病気を判定するといった技法について述べている。また、プトレマイオスやヘルメスの言葉を頻繁に引用しながら、幸運位などの占星術上の概念についても論じている。1136年にバルセロナでプラト・ティブルティヌスによりラテン語に翻訳され、さらに1153年にはヨハンネス・ヒスパレンシスによっても同じくラテン語へ翻訳されている。ヨハンネスのバージョンは16世紀にニュルンベルクで印刷もされた。1271年頃にオーストリアで編集された天文学に関する文献集 Compilatio de astrorum scientia にはヨハンネスのバージョンが収録されており、ヨーロッパのキリスト教国で最も流通した『誕生の書』の形態は、この形態である。
『誕生の書』が出生占星術と呼ばれるタイプの判断占星術を扱うのに対し、Kitāb Sirr al-ʿamal（『作用の神秘の書』）は、質問者のあらゆる関心事に判定を下す質問占星術と呼ばれるタイプの占星術を扱う。同書はラテン語に翻訳された内容が12世紀ルネサンス期に編集された書物の中に取り入れられた。12世紀前半アラゴンのアラブ系の翻訳者フーゴ・サンクテリエンシスの著作 Liber novem iudicum（『九人の判断者の書』）には、キンディー、ウマル・イブン・ファッルハーン、サフル・イブン・ビシュル、アリストテレス、マーシャーアッラー、アブー・マァシャルらと並んで、アブー・アリー・ハイヤートの『作用の神秘の書』が抜粋引用されている。

## 註釈
1. ↑  ニュルンベルク本に基づくフランス語翻訳[2]、英語翻訳もある[3]。